# Claritas Rupes
Claritas Rupes es el nombre de una falla geológica sobre la superficie de Marte. Avernus Rupes está localizada con el sistema de coordenadas centrados en -25.04 grados de latitud Norte y 254.74° de longitud Este. Claritas Rupes forma el límite oriental de la región de Tharsis. Esta región contiene algunos de los volcanes más grandes del sistema solar, incluido el famoso Monte Olimpo, que se eleva unas tres veces la altura del Monte Everest. Claritas Rupes se extiende hacia el sur desde el borde occidental de Noctis Labyrinthus y divide los flujos volcánicos de Deadalia Planum y Solis Planum.
El nombre fue aprobado por la Unión Astronómica Internacional en 1991 y hace referencia a la palabra latina para brillo o esplendor.

## Características
Las grietas y líneas que forman las fallas del escarpe de Claritas Rupes consisten en una red de 950 km de acantilados profundos y afloramientos inclinados. Este sistema de acantilados se encuentra dentro de un área geológica más grande llamado Claritas Fossae, una red entrelazada de grabens, un término alemán que significa zanja o trinchera, que se extiende por unos 2000 kilómetros (1242,7 mi). Se cree que los numerosos abismos, fracturas y grietas en esta región fueron causados por el estrés sobre la corteza del planeta al estirarse y separarse, provocado por la formación de un montículo elevado cercano conocido como Tharsis Bulge.